# (7507) Israel
(7507) Israel (7063 P-L) – planetoida z pasa głównego asteroid okrążająca Słońce w ciągu 3,57 lat w średniej odległości 2,33 j.a. Odkryta 17 października 1960 roku.